# Премія Європейського математичного товариства
Пре́мія Європе́йського математи́чного товари́ства (англ. EMS-Prize) — наукова нагорода від Європейського математичного товариства для молодих математиків віком до 35 років на момент номінації, що мають європейське громадянство або працюють в Європі. Товариство вручає до 10 премій раз на 4 роки під час проведення Європейського математичного конгресу. Нагороду становлять 5 тисяч євро і сертифікат. Кожен лауреат зобов'язаний прочитати лекцію. Перше вручення відбулося у 1992 році. Серед лауреатів премії 12 науковців нагороджені медаллю Філдса.

## Лауреати
2024 — Севілья:
- Марія Коломбо[en]  Італія/ Швейцарія
- Крістіана Де Філіппіс[en]  Італія
- Джессіка Фінтцен[en]  Німеччина
- Ніна Холден[en]  Норвегія/ США
- Том Хатчкрофт (англ. Tom Hutchcroft)  Велика Британія/ США
- Яцек Єндрей (англ. Jacek Jendrej)  Польща/ Франція
- Adam Kanigowski[en]  Польща/ США
- Фредерік Меннерс (англ. Frederick Manners)  Велика Британія/ США
- Річард Монтгомері (англ. Richard Montgomery)  Велика Британія
- Данило Радченко(інші мови)  Україна

2020 — Порторож:
- Карім Адіпрасіто[en]  Німеччина
- Ана Караяні  Румунія
- Ефімов Олександр Іванович[de]  Росія
- Сімон Філіп[de]  Молдова
- Логунов Олександр Андрійович  Росія
- Кайса Матомякі[de]  Фінляндія
- Фан Тхань Нам [de]  В'єтнам
- Хоакім Серра[de]  Іспанія
- Джек Торн  Велика Британія
- Марина Вязовська  Україна

2016 — Берлін:
- Марк Браверман[en]  Ізраїль
- Вінсент Кальвес[de]  Франція
- Уго Дюмініль-Копен  Франція
- Джеймс Мейнард  Велика Британія
- Гвідо де Філіппіс [de]  Італія
- Петер Шольце  Німеччина
- Петер Варью[de]  Угорщина
- Джорді Вільямсон[de]  Австралія
- Томас Віллвечер[en]  Німеччина
- Сара Захеді  Швеція

2012 — Краків:
- Саймон Брендл[en]  Німеччина
- Еммануель Брейяр[en]  Франція
- Алессіо Фігаллі  Італія
- Адріан Іоана[en]  Румунія
- Матьє Левін[en]  Франція
- Чіпріан Манолеску[en]  Румунія
- Грегорі М'єрмон[en]  Франція
- Софі Морель[en]  Франція
- Том Сандерс [en]  Велика Британія
- Коріна Улькігрей  Італія

2008 — Амстердам:
- Артур Авіла  Бразилія /  Франція
- Олексій Бородін  Росія
- Бен Грін[en]  Велика Британія
- Ольга Гольц  Росія
- Боаз Клартаг[en]  Ізраїль
- Олександр Кузнєцов[en]  Росія
- Ассаф Наор[en]  Чехія /  Ізраїль
- Лор Сен-Реймон[en]  Франція
- Аґата Смоктунович  Польща
- Седрік Віллані  Франція

2004 — Стокгольм:
- Франк Барт[de]  Франція
- Стефано Б'янкіні[en]  Італія
- Пол Біран[en]  Румунія /  Ізраїль
- Елон Лінденштраус  Ізраїль
- Андрій Окуньков  Росія
- Сільвія Серваті  Франція
- Станіслав Смирнов  Росія
- Хав'єр Тольса[de]  Іспанія
- Уорвік Такер[de]  Австралія /  Швеція
- Отмар Веньякоб[de]  Німеччина

2000 — Барселона:
- Семен Алескер[en]  Ізраїль
- Рафаель Серф[en]  Франція
- Денис Гайцгорі[en]  СРСР /  Ізраїль /  США
- Еммануель Греньє[en]  Франція
- Домінік Джойс[en]  Велика Британія
- Венсан Лаффорг  Франція
- Майкл Мак-Квіллан[en]  Велика Британія
- Стефан Немировський[en]  Росія
- Пауль Зайдель[en]  Італія /  Німеччина /  США
- Венделін Вернер  Німеччина /  Франція

1996 — Будапешт:
- Алексіс Боне[en]  Франція
- Тімоті Гауерс  Велика Британія
- Аннета Губер-Клавітер  Німеччина
- Айсе Йоган де Йонг[en]  Нідерланди
- Дмитро Крамков[en]  Росія
- Їржі Матоушек[en]  Чехія
- Лоїк Мерель[en]  Франція
- Григорій Перельман  Росія (відмовився)
- Рікардо Перес-Марко[en]  Іспанія /  Франція
- Леонід Полтерович[en]  Росія /  Ізраїль

1992 — Париж:
- Річард Борхердс  Велика Британія
- Єнс Франке[en]  Німеччина
- Олександр Гончаров[en]  Росія
- Концевич Максим Львович  Росія
- Франсуа Лабурі[en]  Франція
- Томаш Лучак[pl]  Польща
- Стефан Мюллер[en]  Німеччина
- Владімір Шверак[en]  Чехословаччина
- Тардош Ґабор[en]  Угорщина
- Клер Вуазен  Франція